# Albert Amrhein
Franz Albert Amrhein (* 29. Dezember 1870 in Frankfurt am Main; † 20. Mai 1945 ebenda) war ein deutscher Rugbyspieler.

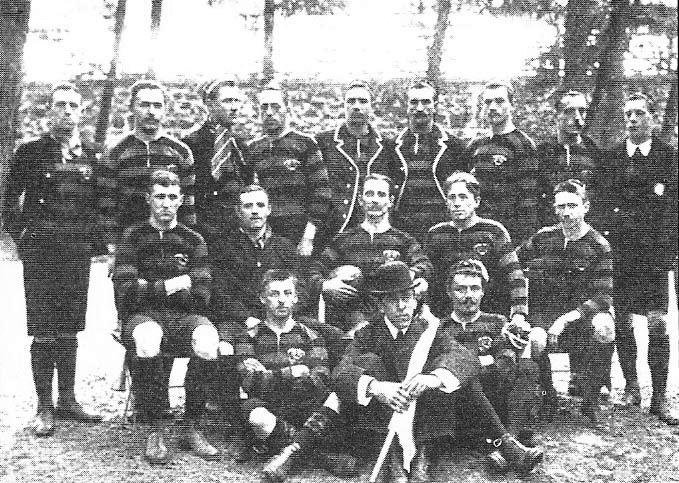
Das deutsche Team bei den Olympischen Spielen 1900
v. l. n. r. oben: Beiler (Ersatz), Poppe, R. Ludwig, Hofmeister, Latscha, Müller, Wenderoth, Stockhausen, Kreuzer
mitte: E. Ludwig, Reitz, Amrhein, Landvoigt, Herrmann
unten: Betting, unbekannt, Schmierer

Der Kaufmann war Vorsitzender des Fußballclub Frankfurt. Dieser Verein stellte bei den Olympischen Spielen 1900 in Paris eine um zwei Stuttgarter erweiterte Rugbymannschaft, die am 14. Oktober 1900 ein Spiel gegen die französische Auswahl bestritt und mit 27:17 verlor. Weil der Wettbewerb durch das IOC offiziell dem Programm der Olympischen Sommerspiele 1900 zugerechnet wurde, werden die Mitglieder der Rugbymannschaft als Olympiazweite geführt. Amrhein fungierte in dieser Mannschaft als Kapitän und Außenstürmer.
Amrhein wirkte am 4. November 1900 im ersten Auswahlspiel Nord gegen Süd auf der Kasseler Carls-Aue in der Süd-Auswahl mit, die Nordauswahl gewann mit 11:3. Am 12. Januar 1906 wurde Amrhein zum Ehrenmitglied des Fußballclub Frankfurt ernannt.